# Al Kazim Towers
Les Al Kazim Towers sont un complexe de deux tours jumelles situées à Dubaï.
Elles mesurent 265 mètres de haut et comportent 53 étages.
Les deux tours ressemblent assez fortement au fameux Chrysler Building de New York.
Lors de leur ouverture en 2008, les Al Kazim Towers faisaient partie des 10 plus hauts gratte-ciel de Dubaï.